# Хасбуа
Хасбуа или Хасбоа (на турски: Hasbuğa) е село в Източна Тракия, Турция, Вилает Лозенград. Околия Виза.

## География
Селото се намира на 5 км южно от Виза.

## История
В XIX век Хасбоа е гръцко село във Визенска кааза в Одринския вилает на Османската империя. Според „Етнография на вилаетите Адрианопол, Монастир и Салоника“, издадена в Константинопол в 1878 година и отразяваща статистиката на населението от 1873 година, Хар-Боа (Khar-Boga) има 70 домакинства и 365 жители гърци.
Според статистиката на професор Любомир Милетич в 1913 година в Хасбоа живеят 200 гръцки семейства.